# La oveja negra (serie de televisión)
La oveja negra fue una serie de televisión uruguaya de comedia, estrenada el 30 de septiembre de 2007 en Teledoce. Estuvo protagonizada por Ruben Rada y María Fernanda Callejón como la pareja protagónica, junto a Cristina Alberó y Gustavo Guillén con actuaciones estelares.

## Sinopsis
La historia gira en torno a la vida de dos familias ensambladas por la unión de Omar Pereyra (Ruben Rada) un músico exitoso y despreocupado, y Violeta Garcés (María Fernanda Callejón), una psicóloga extremadamente estructurada y formal. Ambos tienen hijos adolescentes, y deberán acostumbrarse a convivir, siendo muy diferentes entre sí.

## Reparto
- Ruben Rada como Omar Pereyra
- María Fernanda Callejón como Violeta Garcés
- Cristina Alberó como Beatriz Cantarelli
- Gustavo Guillén como Jorge Taboada
- Augusto Mazzarelli como Beto Canetti
- Lucila Rada como Laura Pereyra
- Maximiliano Tejera como Diego Garcés
- Denise Dalmás como Rocío Taboada
- Ernesto Liotti como Walter Corrales
- Urbano Moraes como Sebastián Ponce
- Abigail Pereira como Lidia[4]

### Participaciones especiales
- Claudia Fernández como Lucía[5]
- Sebastián Almada como Fiorito[5]
- Andy Vila[6]

## Producción

### Desarrollo
Escrita por Esther Feldman en colaboración con Víctor Winograd y Fernando Schmidt, y dirigida por Viviana Guadarrama, se trató de una coproducción entre Teledoce y Metrópolis Films.

### Rodaje
Las grabaciones comenzaron el 3 de septiembre de 2007, en el barrio de Carrasco, Montevideo.